# Sekhemkare (príncep)
Sekhemkare (Sḫm kꜣ Rꜥ, "Poderós ka de Re") va ser un príncep egipci i djati (visir) de la V Dinastia. Era fill del rei Khefren i de la reina Hekenuhedjet. Va exercir de djati durant els regnats d'Userkaf i Sahure. Sekhemkare és l'únic fill de Khefren la mort del qual es pot datar amb força seguretat durant un regnat precís, en aquest cas el de Sahure.

## Família
Sekhemkare era fill de Khefren i Hekenuhedjet, mencionats tots dos a la seva tomba. A la tomba també s'hi esmenten diversos descendents:
- Sekhemkare II, el fill gran i conegut reial.

- Horkhaf, fill i conegut reial.

- Khafre-ankh, fill i conegut reial.

- Khafre-bab, fill i conegut reial.

## Tomba
La tomba de Sekhemkare se la coneix amb les sigles G 8154 (= LG 89), i està situada al Camp Central de la necròpolis de Guiza. Va ser excavada els anys 1932-1933 per l'egiptòleg Selim Hassan. La seva tomba es troba al sud-oest de la del seu germà Nikaure i al nord-oest de les tombes de Niuserre i Niankhre. La tomba, que està tallada a la roca, es troba al nord-oest del complex de la reina Khentkaus I i al sud-est de la piràmide de Khefren.
En els muntants de la porta de la tomba, Sekhemkare s’identifica com a "el Fill del Rei del seu cos, Príncep Hereditari, Comte, Conseller, Segellador del rei del Baix Egipte, Cap lector-sacerdot del seu pare, Únic company, Secretari de la casa del Matí, Ajudant de (el déu) Duau, Secretari del seu pare". En altres escenes té els títols addicionals de Jutge en cap i djati i Director del Palau. En una de les habitacions, una inscripció registra la seva carrera a la cort durant els regnats de reis successius:
- Venerat davant el seu pare el rei, davant el Gran Déu, davant el rei de l'Alt i del Baix Egipte, Khefren.

- Davant el rei de l’alt i baix Egipte, Menkaure.

- Davant el rei de l’alt i baix Egipte, Shepseskaf.

- Davant el rei de l’alt i baix Egipte, Userkaf.

- Davant el rei de l’alt i baix Egipte, Sahure.